# شموئيل سامبورسكي

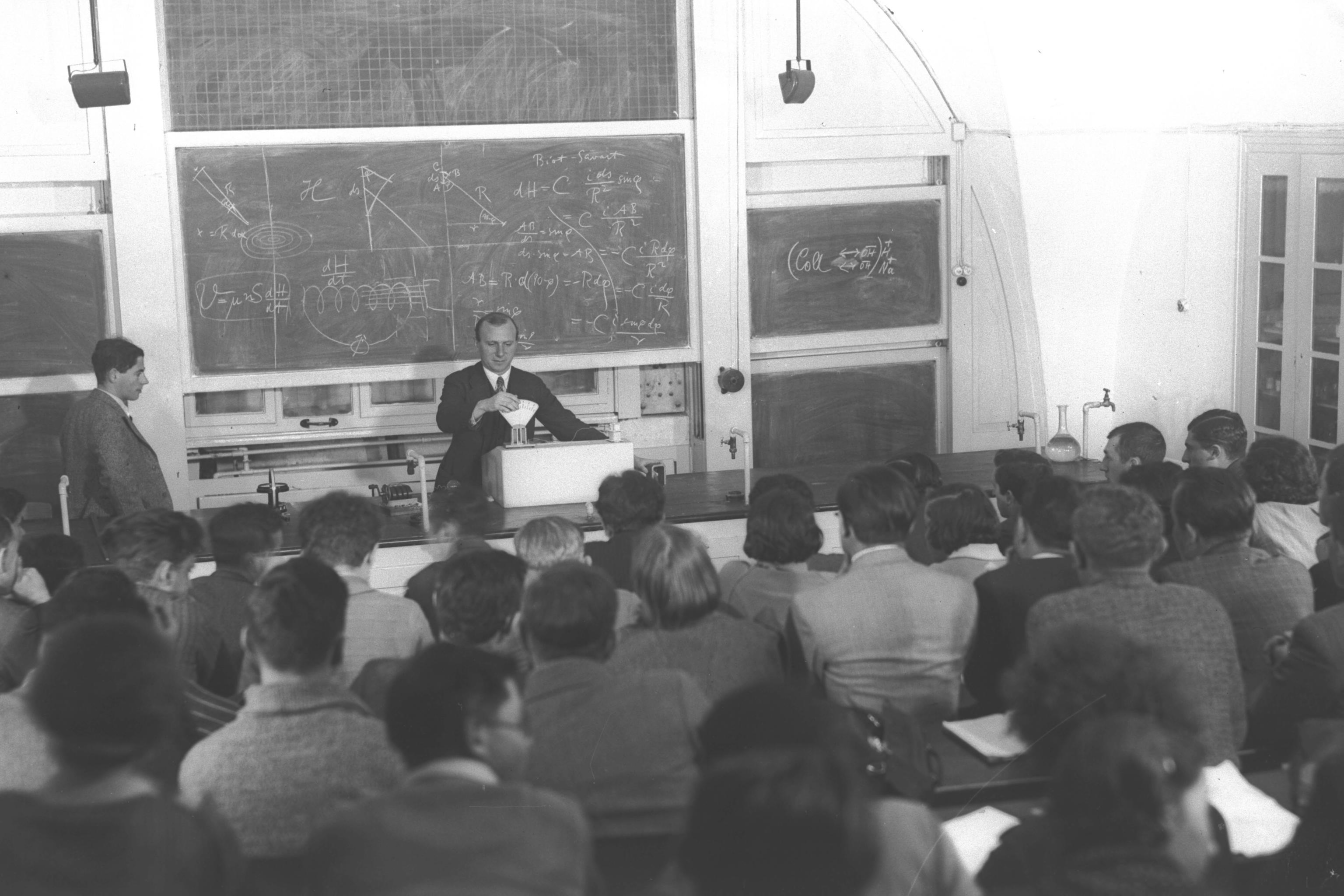
شموئيل سامبورسكي في محاضرة للفيزياء في الجامعة العبرية على جبل المشارف، 1933

شموئيل سامبورسكي (30 أكتوبر 1900 - 18 مايو 1990) كان أستاذًا للفيزياء والعلوم الطبيعية في الجامعة العبرية في القدس. حصل على جائزة إسرائيل لإنجاز العمر لعام 1968.

## حياته
ولد سامبورسكي عام 1900 في كونيغسبرغ(اسمها حاليا كاليننغراد في روسيا حاليا)، عاصمة مقاطعة بروسيا الشرقية التابعة للإمبراطورية الألمانية وقتها. وهو الابن الأكبر لسلمى ومناحيم سامبورسكي. هاجر والداه من الإمبراطورية الروسية، ونشأ في بيت صهيوني يتحدث اللغة العبرية، وتلقى تعليمه باللغتين العبرية والألمانية. وكان والده مراسلاً لصحيفة «سيرين» العبرية في كونيغسبيرغ، وشغل منصب رئيس فرع المنظمة الصهيونية في المدينة.
ودرس الفيزياء. وهاجر إلى أرض إسرائيل فيما يعرف بالموجة الرابعة من الهجرة اليهودية إلى فلسطين.
وبعد هجرته إلى فلسطين عمل سامبورسكي من 1924 إلى 1927 كمدرس ومحاضر في المدارس الثانوية وكلية ديفيد يلين للتربية. شارك في تأسيس قسم الفيزياء (1931) وعمل به كأستاذ مشارك (1949) وفي عام 1960 تم تعيينه أستاذًا متفرغًا للتاريخ وفلسفة العلوم .
وفي عام 1946 كان عضوًا في مجلس البحوث العلمية والصناعية في أرض إسرائيل، وسافر ممثلا عنه إلى لندن لحضور مؤتمر علمي للإمبراطورية البريطانية.  وفي عام 1949، عين مديراً للمجلس العلمي الإسرائيلي التابع لمكتب رئيس الوزراء،  وهو المنصب الذي شغله حتى عام 1957. وشغل منصب عضو لجنة الطاقة الذرية لكنه استقال عام 1958 مع جميع أعضاء اللجنة باستثناء رئيسها إرنست ديفيد بيرجمان في ضوء قرار تطوير أسلحة نووية في إسرائيل. وفي عام 1962 كان أحد مؤسسي لجنة منع انتشار الأسلحة النووية في الشرق الأوسط 
وفي عام 1962 انتخب عضوا في الأكاديمية الوطنية الإسرائيلية للعلوم.

## جوائز
حصل على جائزة روتشيلد للعلوم الإنسانية لعام 1966،  وفي عام 1968 حصل على جائزة إسرائيل لإنجاز العمر.

## عائلته
في عام 1923 تزوج من إستير رابينوفيتش، وأنجبا ابنة. وفي عام 1938 تزوج من مريم جرينشتاين، ابنة ناثان جرينشتاين 
شقيقه الأصغر هو الملحن الإسرائيلي دانيال سامبورسكي.

## وفاته
وتوفي شموئيل سامبورسكي عام 1990 ودفن في مقبرة هار همنوحوت. ويُحتفظ بأرشيفه الذي يحتوي على مراسلات ومذكرات وسيرة ذاتية ومقالاته ومحاضراته في المكتبة الوطنية.

## منشوراته
- براون - 1935
- طبيعة العالم المادي - 1903
- دساتير السماء والأرض: كوزموس الإغريق - 1954
- حدود العلوم
- ثلاثة وجوه للأهمية التاريخية لغاليليو
- مفهوم الزمن في أواخر المدرسة الأفلاطونية الحديثة
- الجدول الدوري: قرن على اكتشاف مندليف - نشرته الأكاديمية الوطنية الإسرائيلية للعلوم
- الفكر الفيزيائي في تكوينه: من فلسفة ما قبل سقراط إلى فيزياء الكم - مختارات - دار نشر بياليك،
- كبلر في عيون هيجل - نشرته الأكاديمية الوطنية الإسرائيلية للعلوم
- كوبرنيكوس في مشهد جيلنا: خمسمائة عام من ولادته - نشرته الأكاديمية الوطنية الإسرائيلية للعلوم
- ماكسويل، 1879-1831: مرجع في تصور الواقع المادي - نشرته الأكاديمية الوطنية الإسرائيلية للعلوم
- بروكليس، رئيس الأكاديمية الأفلاطونية وخليفته مارينوس - الذي نشرته الأكاديمية الوطنية الإسرائيلية للعلوم
- الفكر المادي في تكوينه: من فلسفة ما قبل سقراط إلى فيزياء الكم: مختارات - دار نشر بياليك
- نيوتن في عيون أينشتاين - نشرته الأكاديمية الوطنية الإسرائيلية للعلوم - 1958
- فيزياء القرن السابع عشر
- الطبيعة والروح البشرية - دار بياليك للنشر - 1993(مترجم)